# Isola di Vollosovič
L'isola di Vollosovič (in russo Остров Воллосовича, ostrov Vollosoviča) è un'isola russa che fa parte dell'arcipelago di Severnaja Zemlja ed è bagnata dal mare di Laptev.
Amministrativamente fa parte del distretto di Tajmyr del Territorio di Krasnojarsk, nel Distretto Federale Siberiano.

## Geografia
L'isola è situata 700 m al largo della costa dell'isola della Rivoluzione d'Ottobre, 3,5 km a nord-ovest dell'ingresso del fiordo di Matusevič (фьорд Матусевича, f'ord Matuseviča).
Ha una forma allungata con una lunghezza di circa 1,7 km e una larghezza di circa 900 m al centro. Le coste sono piatte; non sono presenti rilievi di alcuna importanza se non un'altura di 19 m s.l.m. a nord, nei pressi della quale si trova un punto di rilevamento geodetico; la parte orientale è coperta di sabbia poco compatta.
L'isola prende il nome dal geologo ed esploratore artico Konstantin Adamovič Vollosovič.